# Zoraida albida
Zoraida albida är en insektsart som först beskrevs av Walker 1870.  Zoraida albida ingår i släktet Zoraida och familjen Derbidae. Inga underarter finns listade i Catalogue of Life.